# Hywel ab Ieuaf
Hywel ab Ieuaf (overleden 985) was koning van Gwynedd van 974 tot zijn dood. Hij was een zoon van Ieuaf ab Idwal en een kleinzoon van Idwal Foel.
Hywels vader Ieuaf had samen met zijn broers Gwynedd geregeerd totdat hij in 969 door zijn broer Iago gevangen was gezet. In 974 leidde Hywel, die vermoedelijk al een hoge positie binnen het bestuur van Gwynedd had verworven, een opstand tegen Iago. De opstand was succesvol, en Iago moest aanvankelijk vluchten, en bij zijn terugkeer Hywel als medekoning aanvaarden. In 978 plunderde Hywel met Engelse steun Iago's gebied, en in 979 versloeg hij hem voor de tweede maal, dit keer definitief.
In 980 sloeg Hywel een aanval af van Iago's zoon Custennin, gesteund door de vikinghoofdman Godfrey Haraldsson. In 983 ondernam hij met Engelse steun een aanval op de gebieden Einion ab Owain, de koning van Deheubarth. Hij slaagde er niet in Brycheiniog en Morgannwg te veroveren, maar Einions positie was dusdanig verzwakt dat hij het volgende jaar werd gedood.
In 985 werd Hywel door de Engelsen gedood, kennelijk na een actie van verraad. Zijn broer Cadwallon volgde hem op.